# جوزيف جارات (سياسي 1911-1990)
جوزيف جارات (بالفرنسية: Joseph Garat)‏ (17 نوفمبر 1911 - لاباستيد رويروكس ( تارن ) - توفي 23 ديسمبر 1990 في بايون)، هو سياسي فرنسي.